# Oskar Grether
Oskar Grether (* 16. Dezember 1902 in Nürnberg; † 3. August 1949 in Nebel auf Amrum) war ein deutscher evangelisch-lutherischer Theologe und Hochschullehrer.

## Leben
Oskar Grether war der Sohn des Apothekers Friedrich Grether.
Er besuchte bis 1922 das Alte Gymnasium (heute: Melanchthon-Gymnasium Nürnberg), immatrikulierte sich an der Universität Erlangen und begann ein Theologie-Studium, das er an der Universität Tübingen sowie an der Universität Göttingen fortsetzte.
Im März 1926 bestand er sein Erstes Theologisches Examen in Ansbach und besuchte seit Mai 1926 das Predigerseminar in München. Im Mai 1928 wurde er Pfarramtsverweser an der St. Markus-Kirche in Augsburg und im Januar 1929 Stadtvikar in München-Pasing.
Am 1. Mai 1930 begann er als Repetent für Altes Testament und Hebräische Sprache an der Universität Erlangen zu dozieren und bestand im Herbst des gleichen Jahres sein Zweites Theologisches Examen in Ansbach. Am 21. Dezember 1932 promovierte er an der Universität Erlangen zum Lic. theol. und habilitierte sich dort am 20. Juni 1934 für das Alte Testament, worauf er am 17. Januar an der dortigen Universität als Privatdozent für Altes Testament begann. Am 8. September 1939 erfolgte seine Ernennung zum Dozenten im Beamtenverhältnis auf Widerruf. Er wurde am 1. Oktober 1944 Oberassistent und am 1. Juni 1946 Diätendozent für Alttestamentliche Theologie. Seine Ernennung zum außerplanmäßigen Professor erfolgte am 19. Mai 1947.
Er war der Vorsitzende der von der Militärregierung gebildeten Kommission zur Überprüfung der Studenten.
Oskar Grether war seit 1936 verheiratet und hatte ein Kind.

## Schriften (Auswahl)
- Theodosius Harnack; Oskar Grether; Wilhelm F. Schmidt: Luthers theologische Grundanschauungen. München: Kaiser 1927.
- Der göttliche Name im Alten Testament. Diss. theol. Erlangen 1933.
- Name und Wort Gottes im Alten Testament. Gießen: A. Töpelmann, 1934.
- Das Deboralied: eine metrische Rekonstruktion. Gütersloh: C. Bertelsmann, 1941.
- Erwägungen zum hebräischen Sprachunterricht. Tübingen: Mohr, 1950.
- Hebräische Grammatik für den akademischen Unterricht. München 1951.